# Marco Danieli
Pour les articles homonymes, voir Danieli (homonymie).
Marco Danieli, né en 1976 à Tivoli dans la région du Latium, est un réalisateur et scénariste italien.
Il remporte avec son premier long-métrage, L'Affranchie (La ragazza del mondo), le David di Donatello du meilleur réalisateur débutant, le Globe d'or et le Ciak d'oro du meilleur premier long-métrage en 2017.

## Biographie
Fils d'un éducateur en milieu carcéral, il naît en 1976 à Tivoli, une ville de la province de Rome. Adolescent, il déménage avec sa famille à Pérouse et suit des cours de théâtre. Il intègre ensuite le collectif d'expérimentation théâtrale Zona franca, puis passe à la réalisation de documentaire. Il s'installe à Rome en 2001. Il travaille d'abord dans le milieu de la production audiovisuelle et culturelle avant d'entrer au Centro sperimentale di cinematografia en 2004 pour y suivre des cours sur la réalisation. Il obtient son diplôme en 2007. 
Après avoir réalisé plusieurs courts-métrages, il signe pour la RaiPlay deux web-séries en 2015, Come sopravvivere ad una sorella strxxxa et Come diventare popolari a scuola. Il présente ensuite à la Mostra de Venise 2016 son premier film, L'Affranchie (La ragazza del mondo) qui se déroule dans l'univers des témoins de Jéhovah.
Il reçoit avec ce premier film le David di Donatello du meilleur réalisateur débutant, le Globe d'or et le Ciak d'oro du meilleur premier long-métrage en 2017.

## Filmographie

### Comme réalisateur

#### Au cinéma
- 2016 : L'Affranchie (La ragazza del mondo)
- 2019 : Un'avventura

### Comme scénariste
- 2016 : L'Affranchie (La ragazza del mondo)
- 2017 : 2night d'Ivan Silvestrini

## Distinctions
- Pour L'Affranchie (La ragazza del mondo) :
  - David di Donatello du meilleur réalisateur débutant en 2017.
  - Globe d'or du meilleur prix long-métrage en 2017.
  - Ciak d'oro du meilleur prix long-métrage en 2017.
  - Prix Lizzani à la Mostra de Venise 2016.
  - Nomination au Ruban d'argent du meilleur nouveau réalisateur en 2017.